# Stockholm Open 2001 - Qualificazioni singolare
Le qualificazioni del singolare  dello  Stockholm Open 2001 sono state un torneo di tennis preliminare per accedere alla fase finale della manifestazione. I vincitori dell'ultimo turno sono entrati di diritto nel tabellone principale. In caso di ritiro di uno o più giocatori aventi diritto a questi sono subentrati i lucky loser, ossia i giocatori che hanno perso nell'ultimo turno ma che avevano una classifica più alta rispetto agli altri partecipanti che avevano comunque perso nel turno finale.
Le qualificazioni del torneo Stockholm Open 2001 prevedevano 32 partecipanti di cui 4 sono entrati nel tabellone principale.

## Teste di serie
1. Jan Vacek (ultimo turno)
2. Jarkko Nieminen (Qualificato)
3. Neville Godwin (secondo turno)
4. Karol Kučera (ultimo turno)

1. Noam Okun (primo turno)
2. Peter Wessels (Qualificato)
3. Edwin Kempes (primo turno)
4. John van Lottum (Qualificato)

## Qualificati
1. Bob Bryan
2. Jarkko Nieminen

1. John van Lottum
2. Peter Wessels

## Tabellone

### Legenda
| - Q = Qualificato - WC = Wild card - LL = Lucky loser | - ALT = Alternate - SE = Special Exempt - PR = Protected Ranking | - w/o = Walkover - r = Ritirato - d = Squalificato |

### Sezione 1
|  | Primo turno      | Primo turno       | Primo turno       | Primo turno | Primo turno |  |  | Secondo turno | Secondo turno    | Secondo turno | Secondo turno | Secondo turno |   |   | Ultimo turno | Ultimo turno | Ultimo turno | Ultimo turno | Ultimo turno |  |
|  |                  |                   |                   |             |             |  |  |               |                  |               |               |               |   |   |              |              |              |              |              |  |
|  | 1                | Jan Vacek         | Jan Vacek         | 7           | 6           |  |  |               |                  |               |               |               |   |   |              |              |              |              |              |  |
|  |                  | Daniele Bracciali | Daniele Bracciali | 5           | 2           |  |  | 1             | Jan Vacek        | 5             | 6             | 6             |   |   |              |              |              |              |              |  |
|  | Jeff Salzenstein | Jeff Salzenstein  | Jeff Salzenstein  | 6           | 6           |  |  |               | Jeff Salzenstein | 7             | 4             | 4             |   |   |              |              |              |              |              |  |
|  | Marcus Sarstrand | Marcus Sarstrand  | Marcus Sarstrand  | 2           | 1           |  |  |               |                  |               |               |               |   |   | 1            | Jan Vacek    | Jan Vacek    | 4            | 2            |  |
|  | Mike Bryan       | Mike Bryan        | Mike Bryan        | 6           | 6           |  |  |               |                  |               | Bob Bryan     | Bob Bryan     | 6 | 6 |              |              |              |              |              |  |
|  | Johan Berg       | Johan Berg        | Johan Berg        | 1           | 2           |  |  | Mike Bryan    | Mike Bryan       | Mike Bryan    | 3             | 2             |   |   |              |              |              |              |              |  |
|  |                  | Bob Bryan         | Bob Bryan         | 6           | 7           |  |  | Bob Bryan     | Bob Bryan        | Bob Bryan     | 6             | 6             |   |   |              |              |              |              |              |  |
|  | 5                | Noam Okun         | Noam Okun         | 1           | 64          |  |  |               |                  |               |               |               |   |   |              |              |              |              |              |  |

### Sezione 2
|  | Primo turno             | Primo turno             | Primo turno             | Primo turno     | Primo turno |  |  | Secondo turno   | Secondo turno   | Secondo turno   | Secondo turno   | Secondo turno   |   |   | Ultimo turno | Ultimo turno    | Ultimo turno    | Ultimo turno | Ultimo turno |  |
|  |                         |                         |                         |                 |             |  |  |                 |                 |                 |                 |                 |   |   |              |                 |                 |              |              |  |
|  | 2                       | Jarkko Nieminen         | Jarkko Nieminen         | 6               | 6           |  |  |                 |                 |                 |                 |                 |   |   |              |                 |                 |              |              |  |
|  |                         | Ivajlo Trajkov          | Ivajlo Trajkov          | 3               | 3           |  |  | 2               | Jarkko Nieminen | Jarkko Nieminen | 7               | 6               |   |   |              |                 |                 |              |              |  |
|  | Lovro Zovko             | Lovro Zovko             | 3                       | 6               | 6           |  |  |                 | Lovro Zovko     | Lovro Zovko     | 63              | 1               |   |   |              |                 |                 |              |              |  |
|  | Todd Woodbridge         | Todd Woodbridge         | 6                       | 2               | 2           |  |  |                 |                 |                 |                 |                 |   |   | 2            | Jarkko Nieminen | Jarkko Nieminen | 6            | 6            |  |
|  | Fredrik Jonsson         | Fredrik Jonsson         | Fredrik Jonsson         | 6               | 6           |  |  |                 |                 |                 | Bjorn Rehnquist | Bjorn Rehnquist | 3 | 4 |              |                 |                 |              |              |  |
|  | Konstantinos Economidis | Konstantinos Economidis | Konstantinos Economidis | 4               | 3           |  |  | Fredrik Jonsson | Fredrik Jonsson | 6               | 64              | 65              |   |   |              |                 |                 |              |              |  |
|  |                         | Bjorn Rehnquist         | Bjorn Rehnquist         | Bjorn Rehnquist | 4           |  |  | Bjorn Rehnquist | Bjorn Rehnquist | 4               | 7               | 7               |   |   |              |                 |                 |              |              |  |
|  | 7                       | Edwin Kempes            | Edwin Kempes            | Edwin Kempes    | 5r          |  |  |                 |                 |                 |                 |                 |   |   |              |                 |                 |              |              |  |

### Sezione 3
|  | Primo turno       | Primo turno       | Primo turno       | Primo turno | Primo turno |  |  | Secondo turno | Secondo turno     | Secondo turno     | Secondo turno   | Secondo turno   |   |   | Ultimo turno | Ultimo turno      | Ultimo turno      | Ultimo turno | Ultimo turno |  |
|  |                   |                   |                   |             |             |  |  |               |                   |                   |                 |                 |   |   |              |                   |                   |              |              |  |
|  | 3                 | Neville Godwin    | 6                 | 3           | 7           |  |  |               |                   |                   |                 |                 |   |   |              |                   |                   |              |              |  |
|  |                   | Johan Örtegren    | 3                 | 6           | 65          |  |  | 3             | Neville Godwin    | Neville Godwin    | 68              | 4               |   |   |              |                   |                   |              |              |  |
|  | Cristiano Caratti | Cristiano Caratti | Cristiano Caratti | 6           | 6           |  |  |               | Cristiano Caratti | Cristiano Caratti | 7               | 6               |   |   |              |                   |                   |              |              |  |
|  | Wayne Black       | Wayne Black       | Wayne Black       | 3           | 2           |  |  |               |                   |                   |                 |                 |   |   |              | Cristiano Caratti | Cristiano Caratti | 2            | 3            |  |
|  | Jonas Fröberg     | Jonas Fröberg     | 3                 | 6           | 7           |  |  |               |                   | 8                 | John van Lottum | John van Lottum | 6 | 6 |              |                   |                   |              |              |  |
|  | Kalle Flygt       | Kalle Flygt       | 6                 | 4           | 63          |  |  |               | Jonas Fröberg     | Jonas Fröberg     | 6(1)            | 2               |   |   |              |                   |                   |              |              |  |
|  | 8                 | John van Lottum   | John van Lottum   | 6           | 6           |  |  | 8             | John van Lottum   | John van Lottum   | 7               | 6               |   |   |              |                   |                   |              |              |  |
|  |                   | Daniel Andersson  | Daniel Andersson  | 3           | 4           |  |  |               |                   |                   |                 |                 |   |   |              |                   |                   |              |              |  |

### Sezione 4
|  | Primo turno       | Primo turno         | Primo turno      | Primo turno | Primo turno |  |  | Secondo turno | Secondo turno     | Secondo turno     | Secondo turno | Secondo turno |   |   | Ultimo turno | Ultimo turno | Ultimo turno | Ultimo turno | Ultimo turno |  |
|  |                   |                     |                  |             |             |  |  |               |                   |                   |               |               |   |   |              |              |              |              |              |  |
|  | 4                 | Karol Kučera        | Karol Kučera     | 6           | 6           |  |  |               |                   |                   |               |               |   |   |              |              |              |              |              |  |
|  |                   | Simon Greul         | Simon Greul      | 2           | 1           |  |  | 4             | Karol Kučera      | Karol Kučera      | 6             | 6             |   |   |              |              |              |              |              |  |
|  | Mattias Hellstrom | Mattias Hellstrom   | 7                | 3           | 6           |  |  |               | Mattias Hellstrom | Mattias Hellstrom | 1             | 2             |   |   |              |              |              |              |              |  |
|  | Jacob Adaktusson  | Jacob Adaktusson    | 5                | 6           | 4           |  |  |               |                   |                   |               |               |   |   | 4            | Karol Kučera | 4            | 6            | 65           |  |
|  | Kristian Capalik  | Kristian Capalik    | Kristian Capalik | 6           | 7           |  |  |               |                   | 6                 | Peter Wessels | 6             | 1 | 7 |              |              |              |              |              |  |
|  | Marcos Ondruska   | Marcos Ondruska     | Marcos Ondruska  | 4           | 5           |  |  |               | Kristian Capalik  | 6                 | 63            | 4             |   |   |              |              |              |              |              |  |
|  | 6                 | Peter Wessels       | 3                | 6           | 6           |  |  | 6             | Peter Wessels     | 2                 | 7             | 6             |   |   |              |              |              |              |              |  |
|  |                   | Christian Johansson | 6                | 3           | 2           |  |  |               |                   |                   |               |               |   |   |              |              |              |              |              |  |